# Lúčka (powiat Rożniawa)
Lúčka (węg. Lucska) – wieś (obec) w powiecie Rożniawa, w kraju koszyckim, na Słowacji.

## Położenie
Leży 20 km na wschód od Rożniawy, na wysokości 540 m n.p.m., w górnej części doliny potoku Čremošná, w tzw. Bruździe Borczańskiej.

## Historia
Wspominana w 1409 r. jako wieś należąca do turniańskiego „państwa” feudalnego”, które król Zygmunt Luksemburski darował Pawłowi Bešeňovi. Według tradycji tamtejszej parafii katolickiej jest jednak o wiele starsza i pochodzi co najmniej z połowy XIII w. Od połowy XIX w. rozwijało się tu hutnictwo żelaza. Wytopy prowadzono początkowo w prymitywnych piecach (w tradycji lokalnej: slovenská pec), które w 1853 r. zastąpiono wielkim piecem.

## Zabytki
- Kościół ewangelicko-reformowany z 1926 r. Zbudowany w stylu wiejskiego klasycyzmu, w układzie tradycyjnym dla Gemeru. Niewielka budowla konstrukcji halowej, nakryta sklepieniem kolebkowym, z kwadratową wieżą na osi; wieża nakryta wysokim dachem namiotowym z czterema trójkątnymi szczytami.
- Kościół katolicki pw. św. Jana z 1926 r. Jednonawowy, z wielokątnie zamkniętym prezbiterium. Na osi kwadratowa wieża, nakryta dachem hełmowym.
- Domy z końca XIX i początków XX w., murowane, o trzech pomieszczeniach, budowane wraz z pomieszczeniami gospodarskimi w głąb posesji.
- Ruiny średniowiecznego kościoła obronnego nad wsią (tzw. husyckiego). Wzniesiony z kamienia w XIII w., należał do grupy wczesnogotyckich kościołów Gemeru z wydłużoną nawą i prostopadle zamkniętym prezbiterium. W pierwszej połowie XV w. został otoczony kamiennym murem obronnym, w który włączono również murowaną z kamienia dzwonnicę, pełniącą też funkcję wieżyczki strażniczej. Utworzona w ten sposób warownia pozostawała w rękach wojsk Jana Jiskry. Po I wojnie światowej kościół spłonął i już nie został odbudowany. Do chwili obecnej zachował się jedynie mur obwodowy nawy kościoła oraz przyziemne fragmenty muru obronnego z wieżyczką, wysuniętą nad stromy stok. Na wschodniej ścianie świątyni w 70. latach XX w. odkryto fragmenty fresków z przedstawieniami figuralnymi, pochodzących prawdopodobnie z XIV w. Z początkiem lat 80. XX w. ruiny zakonserwowano, a dzwonnicę pokryto nowym dachem gontowym.